# Hedleyella falconeri
Hedleyella falconeri är en snäckart som först beskrevs av Gray 1834.  Hedleyella falconeri ingår i släktet Hedleyella och familjen Caryodidae. Inga underarter finns listade i Catalogue of Life.

## Bildgalleri

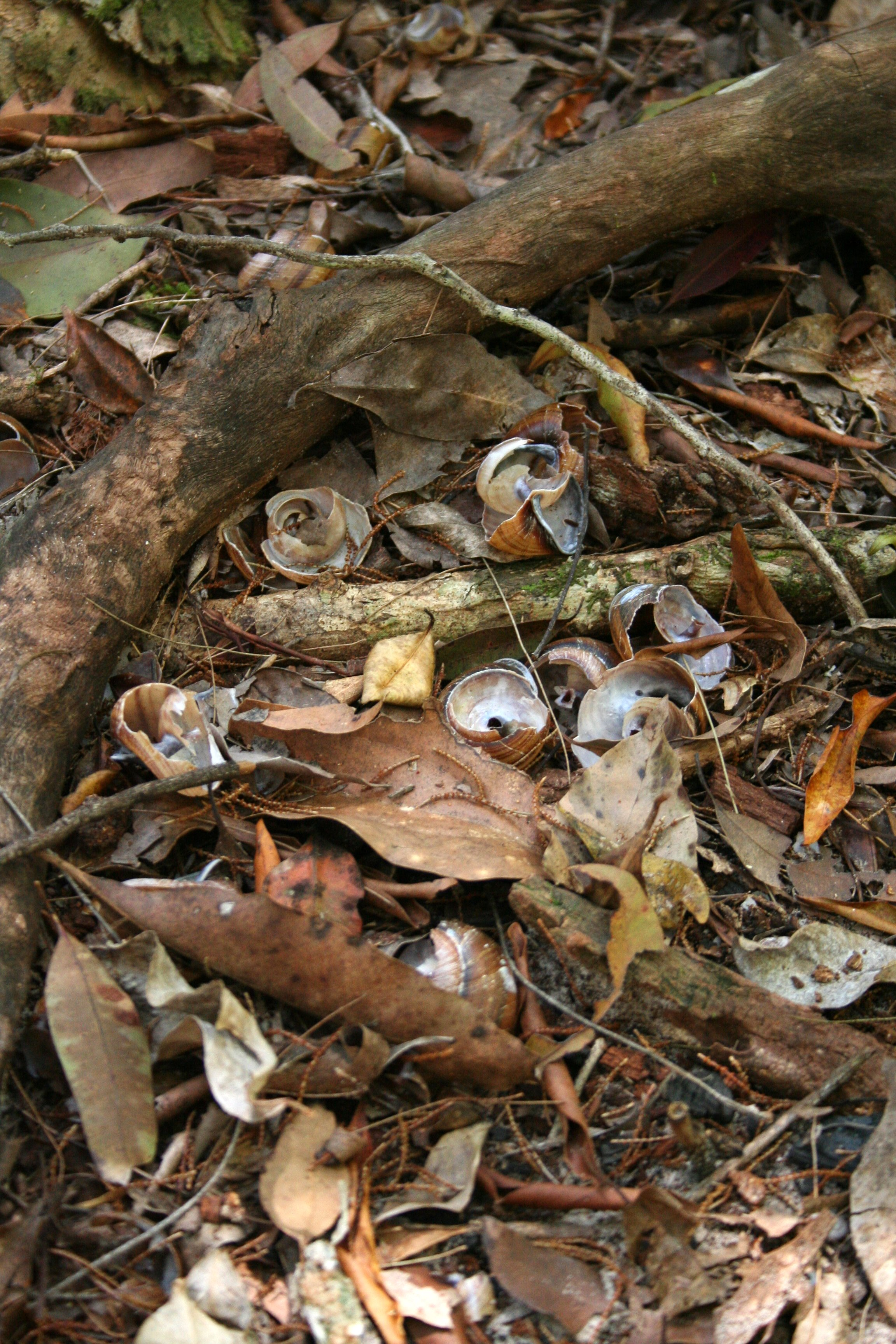